# Andy Garcia
Andy Garcia, pe numele său întreg Andrés Arturo García Menéndez (n. 12 aprilie 1956, La Habana, Havana Province⁠(d), Cuba) este un actor american de origine cubaneză. A devenit cunoscut la sfârșitul anilor 80 și începutul anilor 90, apărând în mai multe producții de succes, printre care Nașul: Partea a III-a, Incoruptibilii, Ocean's Eleven, Ocean's Twelve, Ocean's Thirteen, The Lost City sau When a Man Loves a Woman. Pentru rolul Vincent Mancini din Nașul: Partea a III-a a fost nominalizat la Oscar pentru categoria Cel mai bun actor în rol secundar.

## Familia și educația
S-a născut la Havana, iar fratele său geamăn a murit la naștere. Mai mult, se pare că umărul fratelui a fost lipit de al lui la naștere și a fost îndepărtat chirurgical mai târziu. Mama sa, Amelie Menéndez a fost profesoară, iar tatăl, René García Núñez, un fermier și avocat, iar mai târziu a avut o afacere cu parfumuri în Statele Unite ale Americii. Are chiar un frate mai mare, René. Pe când avea cinci ani, familia sa s-a mutat la Miami. Pentru că afacerea tatălul din industria parfumurilor devenea prosperă, Garcia s-a îmbolnăvit și a putut să îl ajute pentru a-și mări veniturile. Tocmai de aceea s-a hotărât să urmeze cariera de actor. A luat lecții de actorie cu Jay W. Jensen în ultimul an de liceu și a absolvit cursurile Universității Florida.

## Filmografie

### Filme de cinema
| An   | Titlu                                     | Rol                                           | Note |
| ---- | ----------------------------------------- | --------------------------------------------- | --- |
| 1983 | Blue Skies Again                          | Ken                                           | |
| 1983 | Guaguasi                                  | Ricardo                                       | |
| 1983 | A Night in Heaven                         | T. J. The Bartender                           | |
| 1984 | The Lonely Guy                            |                                               | Nemenționat |
| 1985 | The Mean Season                           | Ray Martínez                                  | |
| 1986 | 8 Million Ways to Die                     | Angel Moldonado                               | |
| 1987 | The Untouchables                          | Agent George Stone/Giuseppe Petri             | |
| 1988 | Stand and Deliver                         | Dr. Ramírez                                   | |
| 1988 | American Roulette                         | Carlos Quintas                                | |
| 1989 | Black Rain                                | Det. Charlie Vincent                          | |
| 1990 | Internal Affairs                          | Raymond Avilla                                | |
| 1990 | A Show of Force                           | Luis Ángel Mora                               | |
| 1990 | The Godfather Part III                    | Vincent Mancini                               | Nominalizare—Academy Award for Best Supporting Actor Nominalizare—Chicago Film Critics Association Award for Best Supporting Actor Nominalizare—Golden Globe Award for Best Supporting Actor – Motion Picture                |
| 1991 | Dead Again                                | Gray Baker                                    | |
| 1992 | Hero                                      | John Bubber                                   | |
| 1992 | Jennifer 8                                | Sgt. John Berlin                              | |
| 1994 | When a Man Loves a Woman                  | Michael Green                                 | Nominalizare—MTV Movie Award for Most Desirable Male |
| 1995 | Things to Do in Denver When You're Dead   | Jimmy "The Saint" Tosnia                      | |
| 1995 | Dangerous Minds                           |                                               | Scene șterse |
| 1995 | Steal Big Steal Little                    | Ruben Partida Martinez/Robert Martin/Narrator | |
| 1996 | Night Falls on Manhattan                  | Sean Casey                                    | Nominalizare—ALMA Award for Outstanding Actor in a Feature Film |
| 1996 | The Disappearance of Garcia Lorca         | Federico García Lorca                         | Nominalizare—ALMA Award for Outstanding Actor in a Feature Film |
| 1997 | Hoodlum                                   | Charlie "Lucky" Luciano                       | |
| 1998 | Desperate Measures                        | Frank Conner                                  | ALMA Award for Outstanding Actor in a Feature Film |
| 1999 | Just the Ticket                           | Gary Starke                                   | Și producător Nominalizare—ALMA Award for Outstanding Actor in a Feature Film |
| 2000 | Lakeboat                                  | Guigliani                                     | |
| 2001 | The Unsaid                                | Michael Hunter                                | Și producător executiv Direct-pe-DVD |
| 2001 | The Man from Elysian Fields               | Byron Tiller                                  | Și producător |
| 2001 | Ocean's Eleven                            | Terry Benedict                                | ALMA Award for Outstanding Supporting Actor in a Motion Picture Nominalizare—DVD Exclusive Award for Best Audio Commentary împărțit cu Brad Pitt și Matt Damon Nominalizare—Phoenix Film Critics Society Award for Best Cast |
| 2003 | Confidence                                | Special Agent Gunther Butan                   | |
| 2003 | Just Like Mona                            |                                               | |
| 2004 | Twisted                                   | Mike Delmarco                                 | |
| 2004 | Modigliani                                | Amedeo Modigliani                             | Și producător executiv |
| 2004 | Ocean's Twelve                            | Terry Benedict                                | Nominalizare—Broadcast Film Critics Association Award for Best Cast |
| 2005 | The Lazarus Child                         | Jack Heywood                                  | |
| 2005 | The Lost City                             | Fico Fellove                                  | Și producător executiv/regizor Imagen Foundation Award for Best Director Nominalizare—ALMA Award for Outstanding Director – Motion Picture Nominalizare—Imagen Foundation Award for Best Actor                               |
| 2006 | Smokin' Aces                              | Stanley Locke                                 | |
| 2007 | The Air I Breathe                         | Fingers                                       | |
| 2007 | Ocean's Thirteen                          | Terry Benedict                                | Nominalizare—Teen Choice Award for Choice Movie Chemistry (entire cast) |
| 2008 | New York, I Love You                      | Garry                                         | |
| 2008 | Beverly Hills Chihuahua                   | Delgado                                       | Doar voce |
| 2009 | The Pink Panther 2                        | Inspectorul Vicenzo Brancaleone               | |
| 2009 | City Island                               | Vince Rizzo                                   | Și producător Nominalizare—Satellite Award for Best Actor – Motion Picture Musical or Comedy |
| 2009 | La Linea                                  | Javier Salazar                                | |
| 2010 | Across the Line                           | Jorge Garza                                   | |
| 2011 | 5 Days of War                             | Mikheil Saakashvili                           | |
| 2012 | For Greater Glory                         | Enrique Gorostieta Velarde                    | |
| 2012 | A Dark Truth                              | Jack Begosian                                 | |
| 2013 | Open Road                                 | Chuck                                         | |
| 2013 | At Middleton                              | George Hartman                                | |
| 2014 | Let's Be Cops                             | Detectivul Brolin                             | |
| 2014 | Kill the Messenger                        | Norwin Meneses                                | |
| 2014 | Rob the Mob                               | Big Al                                        | |
| 2014 | Rio 2                                     | Eduardo                                       | Nominalizare—Annie Award for Voice Acting in a Feature Production |
| 2016 | Ghostbusters                              | Mayor Bradley                                 | |
| 2016 | Max Steel                                 | Dr. Miles Edwards                             | |
| 2016 | True Memoirs of an International Assassin | El Toro                                       | |
| 2016 | Passengers                                | Admiral Norris                                | |
| 2017 | Geostorm: Pericol Global                  | President of the United States Andrew Palma   | |
| 2017 | What About Love                           | Peter Tarlton                                 | |
| 2017 | Headlock                                  | Gerald Hotchkiss                              | |
| 2017 | Bent                                      | Murtha                                        | |
| 2018 | Book Club                                 |                                               | |
| 2018 | Mamma Mia: Here We Go Again!              |                                               | |

### Filme de televiziune
| An         | Titlu                                              | Rol                                              | Note |
| ---------- | -------------------------------------------------- | ------------------------------------------------ | --- |
| 1978       | ¿Qué Pasa, USA?                                    | Pepe (Carmen's Boyfriend)                        | Episodul: "Here Comes the Bride" |
| 1979       | Archie Bunker's Place                              | Manuel                                           | Episodul: "Building the Restaurant" |
| 1981, 1984 | Hill Street Blues                                  | Street Kid Ernesto                               | Episodul: "Hill Street Station" Episodul: "Hair Apparent" |
| 1983       | For Love and Honor                                 | Medic                                            | Episodul: "For Love and Honor" (pilot) |
| 1984       | Murder, She Wrote                                  | 1st White Tough                                  | Episodul: "The Murder of Sherlock Holmes" (pilot) |
| 1984       | Brothers                                           | Jose                                             | Episodul: "Happy Birthday Me!" |
| 1985       | The New Alfred Hitchcock Presents                  | Alejandro                                        | Episodul: "Breakdown" |
| 1986       | Foley Square                                       | A movie star seeking to sue his business manager | Episodul: "The Star" |
| 1988       | Clinton and Nadine                                 | Clinton Dillard                                  | Film TV |
| 1999       | Swing Vote                                         | Joseph Michael Kirkland                          | Film TV ABC |
| 2000       | For Love or Country: The Arturo Sandoval Story     | Arturo Sandoval                                  | Și producător Nominalizare—Emmy Award for Outstanding Lead Actor – Miniseries or a Movie Nominalizare—Emmy Award for Outstanding Made for Television Movie împărțit cu Jellybean Benitez și Celia D. Costas Nominalizare—Golden Globe Award for Best Actor – Miniseries or Television Film Nominalizare—Satellite Award for Best Actor – Miniseries or Television Film |
| 2001       | Frasier                                            | Terrance                                         | Episodul: "Bully for Martin" |
| 2003       | Will & Grace                                       | Milo                                             | Episodul: "Field of Queens" |
| 2005       | Kurtlar Vadisi                                     | Amon                                             | Episodul: 4.96 Episodul: 4.97 |
| 2006       | George Lopez                                       | Ray                                              | Episodul: "George Doesn't Trustee Angie's Brother" |
| 2008       | Classical Baby (I'm Grown Up Now): The Poetry Show | Rolul său                                        | Film TV |
| 2009       | The National Parks: America's Best Idea            | Diverse personaje istorice                       | Doar voce |
| 2010       | Top Gear                                           | Rolul său                                        | Series 15, Episodul 4 |
| 2011       | The Simpsons                                       | Slick Publisher                                  | Episodul: "The Book Job" |
| 2012       | Dora the Explorer                                  | Don Quixote                                      | Episodul: "Dora's Royal Rescue" |
| 2012       | Dora's Royal Rescue                                | Don Quixote                                      | Film TV |
| 2013       | Christmas in Conway                                | Duncan Mayor                                     | Film TV |
| 2013       | Doll & Em                                          | Andy                                             | Episodul: 1.5 TV mini-series |
| 2014       | Kurtlar Vadisi Pusu                                | Amon                                             | Episodul: 9.230 Episodul: 9.231 Episodul: 9.232 Episodul: 9.235 Episodul: 9.238 |
| 2016       | Ballers                                            | Andre Allen                                      | 6 episoade |
| 2018       | My Dinner with Hervé                               | Ricardo Montalbán                                | Film TV HBO |